# وانگ یپینگ
وانگ یپینگ (به انگلیسی: Wang Yeping؛ زادهٔ ۱۲ فوریهٔ ۱۹۲۸) سیاستمدار اهل جمهوری چین است. وی بیوه جیانگ زمین دبیرکل سابق حزب کمونیست چین و رئیس‌جمهور سابق چین می‌باشد.